# Esqui cross-country nos Jogos Olímpicos de Inverno de 2018 - Revezamento 4x5 km feminino
O revezamento 4x5 km feminino do esqui cross-country nos Jogos Olímpicos de Inverno de 2018 foi disputado em 17 de fevereiro no Centro de Esqui Cross-Country Alpensia, em Pyeongchang.

## Medalhistas
|  | NOR Noruega                                                                     |  | SWE Suécia                                             |  | OAR Atletas Olímpicos da Rússia                                       |
|  | Ingvild Flugstad Østberg Astrid Uhrenholdt Jacobsen Ragnhild Haga Marit Bjørgen |  | Anna Haag Charlotte Kalla Ebba Andersson Stina Nilsson |  | Natalia Nepryaeva Yulia Belorukova Anastasia Sedova Anna Nechaevskaya |

## Programação
Horário local (UTC+9).
| Data            | Horário | Evento |
| --------------- | ------- | ------ |
| 17 de fevereiro | 18:30   | Final  |

## Resultados
A prova foi disputada por 14 equipes.
| Pos. | Bib | País                                                                                                  | Tempo                                   | Diferença |
| ---- | --- | --- | --------------------------------------- | --------- |
| 01 ! | 1   | NOR Noruega Ingvild Flugstad Østberg Astrid Uhrenholdt Jacobsen Ragnhild Haga Marit Bjørgen           | 51:24.3 13:28.9 14:15.9 11:46.7 11:52.8 | —         |
| 02 ! | 2   | SWE Suécia Anna Haag Charlotte Kalla Ebba Andersson Stina Nilsson                                     | 51:26.3 13:50.3 13:26.4 12:11.4 11:58.2 | +2.0      |
| 03 ! | 5   | OAR Atletas Olímpicos da Rússia Natalia Nepryaeva Yulia Belorukova Anastasia Sedova Anna Nechaevskaya | 52:07.6 13:24.5 13:50.5 12:13.4 12:39.2 | +43.3     |
| 4    | 3   | FIN Finlândia Aino-Kaisa Saarinen Kerttu Niskanen Riitta-Liisa Roponen Krista Pärmäkoski              | 52:26.9 13:44.4 13:40.7 12:45.2 12:16.6 | +1:02.6   |
| 5    | 4   | USA Estados Unidos Sophie Caldwell Sadie Bjornsen Kikkan Randall Jessica Diggins                      | 52:44.8 14:26.0 13:54.2 12:12.9 12:11.7 | +1:20.5   |
| 6    | 6   | GER Alemanha Stefanie Böhler Katharina Hennig Victoria Carl Sandra Ringwald                           | 53:13.7 14:16.4 13:53.9 12:37.9 12:25.5 | +1:49.4   |
| 7    | 7   | SUI Suíça Laurien van der Graaff Nadine Fähndrich Nathalie von Siebenthal Lydia Hiernickel            | 53:15.8 13:59.9 13:46.8 12:22.4 13:06.7 | +1:51.5   |
| 8    | 12  | SLO Eslovênia Anamarija Lampič Katja Višnar Alenka Čebašek Vesna Fabjan                               | 53:55.7 13:28.4 14:47.7 12:22.1 13:17.5 | +2:31.4   |
| 9    | 9   | ITA Itália Anna Comarella Lucia Scardoni Elisa Brocard Ilaria Debertolis                              | 54:22.0 14:25.2 14:19.9 12:29.2 13:07.7 | +2:57.7   |
| 10   | 8   | POL Polônia Ewelina Marcisz Justyna Kowalczyk Martyna Galewicz Sylwia Jaśkowiec                       | 54:30.9 14:23.1 14:13.0 13:14.8 12:40.0 | +3:06.6   |
| 11   | 11  | CZE República Checa Kateřina Beroušková Karolína Grohová Petra Nováková Barbora Havlíčková            | 55:17.1 14:06.2 14:49.4 12:45.3 13:36.2 | +3:52.8   |
| 12   | 13  | FRA França Aurore Jéan Anouk Faivre-Picon Coraline Thomas Hugue Delphine Claudel                      | 55:50.2 14:37.7 14:43.7 12:52.2 13:36.6 | +4:25.9   |
| 13   | 10  | CAN Canadá Dahria Beatty Emily Nishikawa Cendrine Browne Anne-Marie Comeau                            | 56:14.6 15:00.2 14:35.0 12:53.7 13:45.7 | +4:50.3   |
| 14   | 14  | BLR Bielorrússia Anastasia Kirillova Yulia Tikhonova Polina Seronosova Valiantsina Kaminskaya         | 57:56.1 15:46.7 14:47.3 13:16.4 14:05.7 | +6:31.8   |

Legenda
| Recorde mundial      | Recorde mundial (World record)               |                       | Recorde africano                      | Recorde africano (African) |                                           | Q | Classificado por posição (Qualified) |
| Recorde olímpico     | Recorde olímpico (Olympic record)            | Recorde da América    | Recorde da América (Americas)         | q                          | Classificado por melhor tempo (Qualified) |   |                                      |
| Melhor marca do ano  | Melhor marca do ano (World leading)          | Recorde asiático      | Recorde asiático (Asian)              | DNS                        | Não largou (Did not start)                |   |                                      |
| Recorde nacional     | Recorde nacional (National record)           | Recorde europeu       | Recorde europeu (European)            | DNF                        | Não terminou (Did not finish)             |   |                                      |
| Recorde pessoal      | Recorde pessoal do atleta (Personal best)    | Recorde da Oceania    | Recorde da Oceania (Oceania)          | DSQ / DQ                   | Desclassificado (Disqualified)            |   |                                      |
| Recorde da temporada | Recorde da temporada do atleta (Season best) | Recorde sul-americano | Recorde sul-americano (South America) | NM                         | Sem marca (No mark)                       |   |                                      |